# Жіноча збірна Латвії з хокею із шайбою
Жіноча збірна Латвії з хокею із шайбою  - національна збірна Латвії. Команда перебуває під опікою Латвійської хокейної федерації. В самій Латвії налічується 86 хокеїсток.

## Результати

### Виступи на чемпіонатах Європи
- 1993 — 1-е місце (Група В)
- 1995 — 6-е місце (Група А)
- 1996 — 2-е місце (Група В)

### Виступи на чемпіонатах світу
- 1999 – 5 місце (Група В)
- 2000 – 6 місце (Група В)
- 2001 – 6 місце (Група В)
- 2003 – 5 місце (Дивізіон І)
- 2004 – 3 місце (Дивізіон І)
- 2005 – 6 місце (Дивізіон І)
- 2007 – 2 місце (Дивізіон І)
- 2008 – 6 місце (Дивізіон І)
- 2009 – 1 місце (Дивізіон ІІ)
- 2011 – 3 місце (Дивізіон І)
- 2012 – 5 місце (Дивізіон ІА)
- 2013 – 6 місце (Дивізіон ІА)
- 2014 – 1 місце (Дивізіон ІВ)
- 2015 – 6 місце (Дивізіон ІА)
- 2016 – 2 місце (Дивізіон ІВ)
- 2017 – 3 місце (Дивізіон ІВ)
- 2018 – 3 місце (Дивізіон ІВ)
- 2019 – 6 місце (Дивізіон ІВ)
- 2022 – 2 місце (Дивізіон ІІА)
- 2023 – 1 місце (Дивізіон ІІА)
- 2024 – 2 місце (Дивізіон ІВ)
- 2025 – 2 місце (Дивізіон ІВ)

### Виступи на Олімпійських іграх
Жіноча збірна Латвії не разу не кваліфікувалась на Олімпійський хокейний турнір.